# Управління військової безпеки і розвідки
Управління військової безпеки і розвідки, скорочено — УВБР (хорв. Vojna sigurnosno-obavještajna agencija, VSOA) — одна з двох служб у ділянці безпеки і розвідки Хорватії (друга — Агентство безпеки і розвідки), яка відповідає за військову сторону безпеки і розвідки в країні і за кордоном. Заснована 2006 року внаслідок ухвалення Закону «Про систему безпеки і розвідки Республіки Хорватії» шляхом реорганізації Управління військової безпеки, яке діяло з 2002 року. 
УВБР — структурний підрозділ Міністерства оборони Хорватії, що займається плануванням і здійсненням підтримки Міністерства оборони та Збройних Сил у їхньому виконанні завдань щодо захисту життєздатності, суверенітету, незалежності і територіальної цілісності Республіки Хорватії. 
Нинішній директор УВБР — Івіца Кіндер (на посаді з 10 липня 2015). Попередні директори: Гордан Чачич (2006 — 2008), генерал-лейтенант Дарко Грдич (16 липня 2008 — 16 липня 2012), бригадний генерал Здравко Кланац (17 серпня 2012 — 9 липня 2015).

## Завдання і повноваження
Основна роль і напрями діяльності Управління військової безпеки і розвідки випливають зі Стратегії національної безпеки, стратегії оборони, Щорічних директив щодо роботи органів безпеки і розвідки та законодавства, що регулює роботу таких органів.
Управління має повноваження збирати військово-розвідувальні відомості і несе відповідальність за контррозвідувальний захист і безпеку працівників Міністерства оборони та військовослужбовців Збройних сил.
Управління не має каральних повноважень. Його робота полягає в особливих формах збору таємної і відкритої інформації, що має значення для національної безпеки у військовій сфері, обробці і аналізі цих даних і забезпечення інформаційної підтримки відповідальним за ухвалення політичних рішень і державним органам, які застосовують закони в тих ділянках, що становлять інтерес і вагу для національної безпеки.

### Розвідувальна діяльність
УВБР відповідає, в рамках розвідувальної діяльності за збір, аналіз, обробку і оцінку даних про війська і оборонні системи інших країн, про зовнішній тиск, який може мати вплив на обороноздатність, та про діяльність за кордоном, спрямовану на створення загрози оборонній безпеці країни, про окремих осіб, групи, діяльність і процеси, які справляють або можуть справляти вплив на безпеку Хорватії або безпеку особового складу збройних сил у миротворчих операціях.

### Контррозвідка і безпека
У рамках контррозвідувальної діяльності і забезпечення безпеки УВБР на території Хорватії збирає, аналізує, обробляє і оцінює дані про наміри, можливості і плани дій окремих осіб, груп і організацій всередині країни, що несуть загрозу обороноздатності держави, та вживає заходів для виявлення, відстеження і нейтралізації такої діяльності.